# Colobochyla auricularia
Colobochyla auricularia là một loài bướm đêm trong họ Erebidae.